# Lucy Hall (tiradora)
Lucy Charlotte Hall (Malton, 2 de septiembre de 2003) es una deportista británica que compite en tiro, en la modalidad de tiro al plato.
Ganó una medalla de plata en el Campeonato Mundial de Tiro al Plato de 2022 y dos medallas en el Campeonato Europeo de Tiro, en los años 2022 y 2023. En los Juegos Europeos de Cracovia 2023 consiguió una medalla de plata en la prueba de foso mixto.

## Palmarés internacional
| Campeonato Mundial | Campeonato Mundial | Campeonato Mundial | Campeonato Mundial |
| Año                | Lugar              | Medalla            | Prueba             |
| ------------------ | ------------------ | ------------------ | ------------------ |
| 2022               | Osijek (Croacia)   | Medalla de plata   | Foso mixto         |
| Juegos Europeos    |                    |                    |                    |
| Año                | Lugar              | Medalla            | Prueba             |
| 2023               | Cracovia (Polonia) | Medalla de plata   | Foso mixto         |
| Campeonato Europeo |                    |                    |                    |
| Año                | Lugar              | Medalla            | Prueba             |
| 2022               | Lárnaca (Chipre)   | Medalla de plata   | Foso               |
| 2023               | Osijek (Croacia)   | Medalla de bronce  | Foso mixto         |